# Smithfield (État-Libre)
Smithfield est une petite ville de la province de l'Etat-Libre en Afrique du Sud.  
Elle fut fondée en 1848 sur le territoire de la souveraineté de la rivière Orange. Située dans un district agricole rural, Smithfield est la troisième plus ancienne ville de l'état libre (après Philippolis et Winburg).

## Étymologie
La ville est baptisée en hommage au lieutenant-général Harry Smith haut commissaire et gouverneur de la Colonie du Cap qui avait proclamé en février 1848 la souveraineté britannique sur la région, dénommée alors Transorangie. 

## Localisation

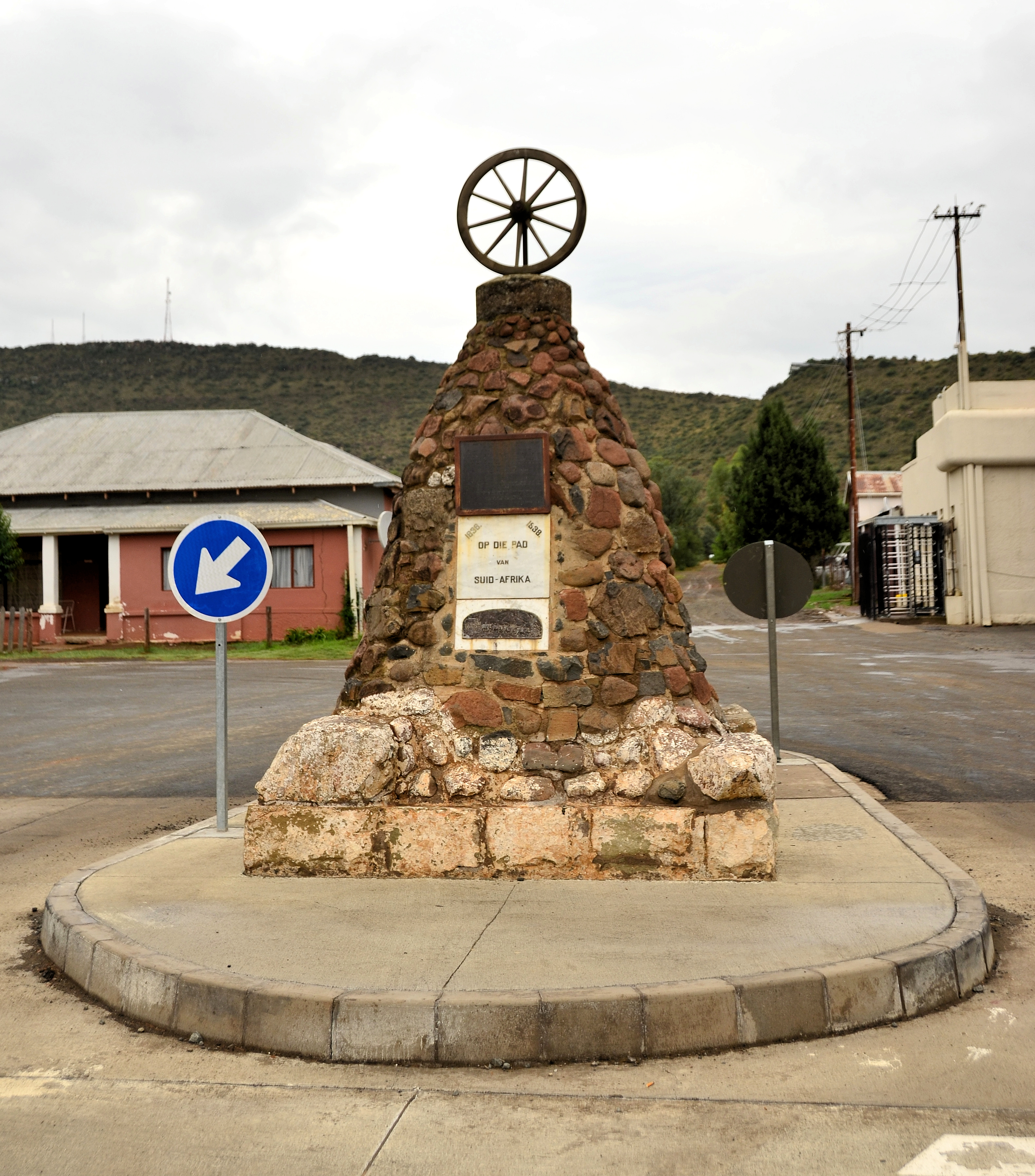
Monument symbolique au Grand Trek des Voortrekkers

Smithfield est située à environ 132 km au sud-est de Bloemfontein, le long de la route nationale N6 menant à  East London.

## Démographie
La ville compte 4779 habitants (2011), dont 91% issus des populations noires (majoritairement sothos) et 3% issus des populations blanches (majoritairement de langue afrikaans).

## Monuments et musées
- Basotho War Memorial
- Le monument symbolique aux Voortrekkers érigé en 1938 à l'occasion du centenaire du Grand Trek
- Lieu de naissance de Christiaan de Wet, déclaré monument national
- Sites de peintures rupestres Bushmen
- Caledon River Museum: musée consacré notamment au général  Christiaan de Wet (1854-1922)
- Old School Building: la première école de la province, construite en 1850
- Le Robertson War Memorial

## Personnalités locales
- Christiaan de Wet, né dans une ferme du district de Smithfield
- James Barry Munnik Hertzog, député de Smithfield de 1907 à 1939 successivement élu sous les couleurs de Oranje Unie, du parti sud-africain, du parti national et du parti uni.